# Золотоношка (Росія)
Золотоно́шка (рос. Золотоношка, башк. Золотоношка) — присілок у складі Стерлітамацького району Башкортостану, Росія. Входить до складу Тюрюшлинської сільської ради.
Населення — 563 особи (2010; 623 в 2002).
Національний склад:
- українці — 57%
- росіяни — 35%